# Celtis bifida
Celtis bifida là một loài thực vật có hoa trong họ Cannabaceae. Loài này được Leroy mô tả khoa học đầu tiên năm 1948.